# Tour de Bavière 2009
Le Tour de Bavière 2009 a eu lieu du 28 au 1er juin 2009. Il est inscrit au calendrier de l'UCI Europe Tour 2009.

## Classements des étapes
| Étape     | Date   | Villes étapes                | km          | Vainqueur d'étape | Leader du classement général |
| 1re étape | 27 mai | Kelheim - Mühldorf am Inn    | 196 km      | André Greipel     | André Greipel                |
| 2e étape  | 28 mai | Mühldorf am Inn - Ruhpolding | 165 km      | Markus Eibegger   | Markus Eibegger              |
| 3e étape  | 29 mai | Bad Aibling - Schrobenhausen | 177 km      | André Greipel     | Markus Eibegger              |
| 4e étape  | 30 mai | Friedberg                    | 26 km (CLM) | Tony Martin       | Linus Gerdemann              |
| 5e étape  | 31 mai | Friedberg - Gunzenhausen     | 165 km      | André Greipel     | Linus Gerdemann              |

## Évolution des classements
| Étapes (Vainqueur)               | Classement général | Classement de la montagne | Classement des sprints | Classement par équipes |
| -------------------------------- | ------------------ | ------------------------- | ---------------------- | ---------------------- |
| Première étape (André Greipel)   | André Greipel      | non décerné               | non décerné            | Columbia High Road     |
| Deuxième étape (Markus Eibegger) | Markus Eibegger    | inconnu                   | inconnu                | inconnu                |
| Troisième étape (André Greipel)  | Markus Eibegger    | inconnu                   | inconnu                | inconnu                |
| Quatrième étape (Tony Martin)    | Linus Gerdemann    | inconnu                   | inconnu                | inconnu                |
| Cinquième étape (André Greipel)  | Linus Gerdemann    | inconnu                   | inconnu                | inconnu                |